# Źródło Cyryla
Źródło Cyryla (niem. Cirillus Brunnen) – ujęcie wody w południowo-zachodniej Polsce, na południowo-zachodnim skaju Wzgórz Strzelińskich w Sudetach.

## Położenie
Źródło Cyryla znajduje się w lesie na wysokości 225 m n.p.m. pomiędzy wzgórzami Ziębówka a Kalinówka. Wypływa z kamiennego muru oporowego z rzeźbioną konchą, około 200 m na wschód od drogi wojewódzkiej nr 395 i parkingu.
Źródło znane od 1811, kiedy leśniczy Rősner postawił obok altanę, która stała się celem spacerów mieszkańców miasta Ziębice. Na wzgórzu nad źródłem zwanym Zamkową Górą dawniej miał istnieć zamek lub klasztor. W 1913 powstała tam restauracja.

## Szlaki turystyczne
Strzelin – Szańcowa – Gościęcice Średnie – Skrzyżowanie pod Dębem – Gromnik – Dobroszów – Kalinka – Skrzyżowanie nad Zuzanką – Źródło Cyryla – Ziębice – Lipa – Rososznica – Stolec – Cierniowa Kopa – Kolonia Bobolice – Kobyla Głowa – Karczowice – Podlesie – Ostra Góra – Starzec – Księginice Wielkie – Sienice – Łagiewniki – Oleszna – Przełęcz Słupicka – Sulistrowiczki – Ślęża – Sobótka